# 防衛法
防衛法（ぼうえいほう）とは、日本における軍法であり、自衛隊および駐留外国軍が活動するための法等を指す。
1950年代の日本においては、防衛法の根幹をなすのは、防衛庁設置法（後の防衛省設置法）、自衛隊法および国防会議の構成等に関する法律の3法であるとされた。
なお、2022年1月現在において、日本では軍刑法に相当する法体系および軍法会議に相当する特別裁判所、行政裁判所は存在しない。

## 関連書籍
- 杉村敏正、中山研一、原野翹『治安と人権』岩波書店〈現代法叢書〉、1984年7月24日。ISBN 9784000046282。